# نیلسون لویولا
نیلسون لویولا (انگلیسی: Nilson Loyola؛ زادهٔ ۲۶ اکتبر ۱۹۹۴) بازیکن فوتبال اهل پرو است.
وی همچنین در تیم‌های ملی فوتبال Peru ۱۰ نوامبر ۲۰۱۷ بازی کرده‌است.